# Cape Feare
"Cape Feare" är andra avsnittet från säsong fem av Simpsons. Avsnittet sändes på Fox i USA den 7 oktober 1993. Avsnittet skrevs av  Jon Vitti och regisserades av Rich Moore. I avsnittet försöker Sideshow Bob döda Bart Simpson efter att lämnat fängelset. Avsnittet är en parodi på Farlig främling och dess nyinspelning Cape Fear. Avsnittets ide kom från Wallace Wolodarsky som en parodi på Cape Fear. Avsnittets musikaldel fick en nominering till en Emmy Award.

## Handling
Efter att ha fått flera dödshot via posten blir Bart paranoid och det visar sig att författaren till breven är Barts fiende, Sideshow Bob, som sitter i fängelse. Nästa dag frisläpps Sideshow Bob efter att han lovat att han inte ska döda Bart. När familjen Simpsons senare kollar på en film på bion upptäcker de att Sideshow Bob är fri och det är han som skrivit breven och ber honom hålla sig borta från familjen. När Sideshow Bob senare ropar från högtalaren på en lastbil att han ska skada Bart så flyttar familjen till Terror Lake som en del av vittnesskyddsprogrammet under efternamnet "Thompson" och de bosätter sig i en husbåt. Det visar sig snart att Sideshow Bob följer efter dem till Terror Lake. När han kommer dit blir han slagen av flera krattor vilket gör dem till hans andra fiende.
När Bart senare upptäcker att Sideshow Bob är i staden berättar han det för sina föräldrar som inte är oroliga. Under natten kommer Sideshow Bob till husbåten och får båten att lämna kajplatsen och åka iväg till kanalen mot Springfield. Efter att han bundit Homer, Marge, Lisa, Maggie, Santa's Little Helper och Snowball II går han till Bart för att döda honom. Bart tänker då hoppa överbord men ger snart upp tanken. Som en "sista önskan", ber han därför Sideshow Bob att spela upp hela H.M.S. Pinafore för honom, samtidigt som husbåten fortsätter sin färd mot Springfield. Precis då föreställningen är slut ska han döda Bart men båten går då på grund, och Sideshow Bob grips av polisen. Han åker in i fängelset igen och familjen åker hem igen.

## Produktion
Även om avsnittet sändes under början av den femte säsongen, var det gjort för fjärde säsongen. Slutet skrevs om av temat som arbetade med femte säsongen. Idén kom från Wallace Wolodarsky som hade sett 1991-versionen av Cape Fear och som slogs av tanken på att göra en parodi av filmen. Jon Vitti skrev därefter en parodi av de Cape Fear-filmerna från 1962 och 1991. Sideshow Bob fick rollen som skurken och Bart blev offret. Avsnittet har samma grundläggande handling som filmerna och använder element från den ursprungliga filmen.
 Det var svårt att få avsnittet till en rätt längd och många scener lades till i post-produktionen. Avsnittet börjar med en upprepning av soffskämt från Lisa's First Word. Man la också till en Itchy & Scratchy-avsnittet. Ursprungligen skulle Sideshow Bob bara klivit på en kratta, men tidsbristen gjordes att detta ändrades till nio krattor i rad. Enligt Al Jean är scenen rolig eftersom den drar ut på skämtet tills det inte är roligt längre, för att sedan göra scenen rolig igen.
En del av slutet i musikalnumret lades till efter att serien hade gjort sin "animatics". Matt Groening blev förvånad när han såg tilläggen, eftersom han först trodde att de var idiotiska och inte skulle visas i slutversionen, men idag gillar han dem. I det här avsnittet gör Kelsey Grammer rösten till Sideshow Bob för tredje gången. Alf Clausen som är den primära kompositören för Simpsons anser att Grammer är så stor att han är bara fantastiskt, så jag vet att vad jag än skriver kommer han sjunga så som jag har hört det.

## Kulturella referenser
Förutom att låna handlingen från Cape Fear-filmerna, har avsnittet flera direkta hänvisningar till specifika scener från filmerna som när Marge berättar för Wiggum har skickat dödshot bara för att få reda på att han inte brutit några lagar. Andra hänvisningar är Sideshow Bobs tatuering, scenen när han lämnar fängelse porten, scenen med honom rökande i biosalong, hans "träningspass", scenen då han gömmer sig under familjen Simpsons bil när Wiggum riggar kabel runt huset till en leksaksdocka som ett larm och hans order till Homer att han kan göra vad som helst med den som kommer in i huset. Scenen då Sideshow Bob är fastspänd i en bil och samtalar med Bart, även scen då Homer hyra en privatdetektiv som försöker övertala Sideshow Bob att lämna staden.
Scenen då Sideshow Bob blir nedtrampad av elefanter är en referens till Gråben.Bob visar sig i avsnittet har en intelligens när han till exempel, blir tillfrågad varför han har en tatuering på engelska som på svenska säger "Dö Bart, dö" vilket Bob svarar att det är tyska för "Den Bart, den". I avsnittet utför Sideshoww Bob ensam hela HMS Pinafore.
Avsnittet innehåller också inslag från Psycho där Sideshow Bob bor på Bates Motel. Homer har Bart med en hockeymask från Fredagen den 13:e del 3 - Alla fasors blodiga dygn och Sideshow Bobs tatueringar på knogarna liknar dem som Robert Mitchums karaktär har i Trasdockan. Scenen då Homer har en  hatt och sjunger av "Three Little Maids From School Are We" är från bilresan hänvisar till I Love Lucy. Scenen med Neds handskar är referens från filmen Terror på Elm Street och skurken Freddy Krueger och filmen  Edward Scissorhands.

## Mottagande
"Cape Feare" sändes på Fox i USA den 7 oktober 1003. Avsnittet finns på videutgåvan 
"The Simpsons: Springfield Murder Mysteries". Kelsey Grammers framförande av H.M.S. Pinafore är med på albumet Go Simpsonic with The Simpsons.
Avsnittet hamnade på plats 32 över mest sedda program under veckan med en Nielsen rating på 12.3. 
Avsnittet var det mest sedda på Fox under veckan. Den musikaliska delen i avsnittet av Alf Clausen fick en Emmy Award nominering för "Outstanding Dramatic Underscore - Series" under 1994. Enligt Matt Groening anser många att detta är en av de 10 bästa avsnitten.Entertainment Weekly placerade avsnittet som tredje bästa i serien. Vid sändningen av avsnitt 300, "Barting Over" publicerades i USA Today att webbmastern från The Simpsons Archive anser att detta är det nionde bästa avsnittet.
Under 2006 angav IGN att avsnittet var det bästa för säsongen. Vanity Fair anser att avsnittet är det 14 bästa avsnittet i serien under 2007. Även James Walton från The Daily Telegraph anser att detta är ett av de tio bästa avsnitten, medan Herald Sun placerade den på topp 20. Karl Åkerström från Borås Tidning anser att detta är seriens bästa avsnitt. Michael Moran på The Times och Todd VanDerWerff på Slant Magazine anser också att det är det 14:de bästa avsnittet Från IGN gav Robert Canning avsnittet betyg 10 av 10 och anser att detta är det bästa Sideshow Bob-avsnittet. Empire anser att sekvensen då Bob liger under familjens bil är den åttonde bästa parodin i serien. Parodin av Cape Fear hamnade på plats 33 över det bästa referenser av filmer enligt Nathan Ditum på Total Film. Nettavisen anser att Sideshow Bobs tatuering är den femte bästa tatueringen i film och TV:s-historia.